# Juniata Terrace
Juniata Terrace és una població dels Estats Units a l'estat de Pennsilvània. Segons el cens del 2000 tenia 502 habitants.

## Demografia
Segons el cens del 2000, Juniata Terrace tenia 502 habitants, 223 habitatges, i 148 famílies. La densitat de població era de 1.490,9 habitants per quilòmetre quadrat.
Dels 223 habitatges en un 28,3% hi vivien nens de menys de 18 anys, en un 49,8% hi vivien parelles casades, en un 12,6% dones solteres, i en un 33,2% no eren unitats familiars. En el 30,5% dels habitatges hi vivien persones soles el 17% de les quals corresponia a persones de 65 anys o més que vivien soles. El nombre mitjà de persones vivint en cada habitatge era de 2,25 i el nombre mitjà de persones que vivien en cada família era de 2,77.
Per edats la població es repartia de la següent manera: un 23,3% tenia menys de 18 anys, un 5,8% entre 18 i 24, un 29,7% entre 25 i 44, un 20,1% de 45 a 60 i un 21,1% 65 anys o més.
L'edat mediana era de 39 anys. Per cada 100 dones de 18 o més anys hi havia 86 homes.
La renda mediana per habitatge era de 29.286 $ i la renda mediana per família de 33.750 $. Els homes tenien una renda mediana de 25.694 $ mentre que les dones 18.864 $. La renda per capita de la població era de 14.398 $. Entorn del 2,6% de les famílies i el 7,8% de la població estaven per davall del llindar de pobresa.

## Poblacions més properes
El següent diagrama mostra les poblacions més properes.